# Dyschoriste subquadrangularis
Dyschoriste subquadrangularis är en akantusväxtart som först beskrevs av Gustav Lindau, och fick sitt nu gällande namn av C. B. Cl.. Dyschoriste subquadrangularis ingår i släktet Dyschoriste och familjen akantusväxter. Inga underarter finns listade i Catalogue of Life.